# Emballotheca ambigua
Emballotheca ambigua är en mossdjursart som beskrevs av Hayward och Cook 1983. Emballotheca ambigua ingår i släktet Emballotheca och familjen Parmulariidae. Inga underarter finns listade i Catalogue of Life.